# Глазирін Анатолій Олексійович
Анато́лій Олексі́йович Глази́рін (нар. 21 квітня 1951, Луцьк — 12 березня 2000, Київ) — український співак (бас). Народний артист України з 1999 року.

## Життєпис
1979 — закінчив Київську консерваторію (клас Ніни Кукліної).
1973—1976 — артист Київського камерного хору.
1976—2000 — артист Національної заслуженої академічної капели України «Думка».

## Репертуар
- «Реквієм» Дж. Верді
- «Реквієм» В.-А. Моцарта
- «Аціс і Галатея» Ґ. Генделя
- «Stabat Mater» Дж. Россіні
- «Сім слів Ісуса на хресті» С. Франка
- «Урочиста меса на честь св. Цицилії» Ш. Ґуно
- «Сад божественних пісень» І. Карабиця
- «На голодомор 1933 року» Є. Станковича